# Gianni Rodari
Gianni Rodari (Omegna, 23 de outubro de 1920 — Roma, 14 de abril de 1980) foi um jornalista, escritor e poeta italiano, especializado em livros de literatura infantil.
É conhecido e traduzido em muitos países do mundo.
| “ | Ele, vai ir longe? vai ter sorte? Vai cuidar-se de todas as coisas deste mundo? Nós não sabemos isso, porque ele está ainda marchando com a coragem e a decisão do primeiro dia. Só podemos desejar para ele, de todo coração: BOA SORTE! | ” |

## Obras
- Il libro delle Filastrocche (1951)
- As aventuras de Cebolinho - no original Il Romanzo di Cipollino (1951)
- La freccia azzurra (1953)
- Zé Jasmim na terra dos aldrabões - no original Gelsomino nel paese dei bugiardi (1958)
- Filastrocche in cielo e in terra (1960)
- Histórias ao telefone - no original Favole al telefono (1962)
- Gip nel televisore (1962)
- La torta in cielo (1966)
- Gramática da fantasia: introdução à arte de inventar histórias - no original La Grammatica della Fantasia (1974)
- C'era due volte il barone Lamberto ovvero I misteri dell’isola di San Giulio (1978, ISBN 88-06-01578-8)
- Novas histórias ao telefone - no original Novelle fatte a macchina
- La filastrocca di Pinocchio (1974)
- Marionette in libertà (1974)
- La gondola fantasma (1978)
- C'era due volte il barone Lamberto (1978)
- Il teatro i ragazzi la città (1978)
- Histórias para brincar - no original Parole per giocare (1979)
- Bambolik (1979)
- Il gioco dei quattro cantoni (1980)
- I nani di Mantova (1980)
- Pequenos vagabundos - no original Piccoli vagabondi (1981, póstumo)
- Alice entre as gravuras - no original Alice nelle figure (2007, póstumo)
- Animais sem Jardim Zoológico - no original Animali senza Zoo (2008, póstumo)
- Baralhando histórias - no original A sbagliare le storie (2011, póstumo)
- O que é preciso? - no original Che cosa ci vuole (2010, póstumo)

## Curiosidades
- Na Itália existem centenas de Ruas, Avenidas, Praças, Bibliotecas, Escolas de I e II grau dedicadas a Gianni Rodari.
- Em Bolonha existe o CORODARI, coral pacifista para crianças e pais.

## Prêmios (seleção)
- 1970 - Prêmio Hans Christian Andersen